# Cyanella
Cyanella Royen ex L. é um género botânico pertencente à família Tecophilaeaceae.

## Sinonímia
- Pharetrella Salisb.
- Trigella Salisb.

## Espécies
| - Cyanella alba - Cyanella amboensis - Cyanella aquatica - Cyanella capensis - Cyanella coerulea - Cyanella cygnea - Cyanella hyacinthoides - Cyanella illcu - Cyanella krauseana | - Cyanella lineata - Cyanella lutea - Cyanella odoratissima - Cyanella orchidiformis - Cyanella pentheri - Cyanella pulchella - Cyanella racemosa - Cyanella ramosissima - Cyanella rosea |

- «Lista completa»

## Classificação do gênero
| Sistema | Classificação                     | Referência              |
| ------- | --------------------------------- | ----------------------- |
| Linné   | Classe Hexandria, ordem Monogynia | Genera plantarum (1754) |